# Coronasia of Penryn
Le Coronasia of Penryn est un ketch britannique, immatriculé à Portsmouth. C'est une construction  de type Colin Archer, mais conçue par l'architecte naval norvégien Reidar Moen.

Son port d'attache actuel est Port-la-Forêt dans le Finistère....

Son immatriculation est : SSR 94571.

## Histoire
Le Coronasia of Penryn a été construit en 1966, sur le chantier naval norvégien Moens de Risør  par l'architecte naval Reidar Moen.
Il n'a été mis à l'eau qu'à la fin des années 1980. En 2005, il est racheté par un anglais et ramené en France. Il est amarré à Port-la-Forêt au sein de l'association nautique.
Il a participé à différentes éditions des Fêtes maritimes de Brest : Brest 2008 et aux Les Tonnerres de Brest 2012.

## Caractéristique
Il possède un grand mât en 1 seule  partie (à pible) avec une grand-voile à corne et un flèche ; un foc, une trinquette et un mât d'artimon. 